# Radziejowice (gmina)
Radziejowice – gmina wiejska w województwie mazowieckim, w powiecie żyrardowskim. W latach 1975–1998 gmina położona była w województwie skierniewickim.
Siedziba gminy to Radziejowice.
Według danych z 30 czerwca 2004 gminę zamieszkiwało 4748 osób. Natomiast według danych z 31 grudnia 2021 roku gminę zamieszkiwały 6273 osoby.

## Powierzchnia
Według danych z roku 2021 gmina Radziejowice ma obszar 73 km²
Gmina stanowi 13,7% powierzchni powiatu.

## Turystyka
Gmina posiada sprzyjające warunki naturalne, walory krajoznawcze oraz dogodne połączenia komunikacyjne, co zachęca do uprawiania turystyki. Obszar gminy wyróżnia się urozmaiconą rzeźbą terenu, bogactwem lasów, czystymi rzekami i bogatą szatą roślinną.

Główne centrum wypoczynku i turystyki w sezonie letnim stanowi ośrodek wodny Hamernia w pobliskiej miejscowości Tartak Brzózki. Możliwość rekreacji zapewniają również okoliczne zalewy – Grzymek i Korytów.

## Demografia

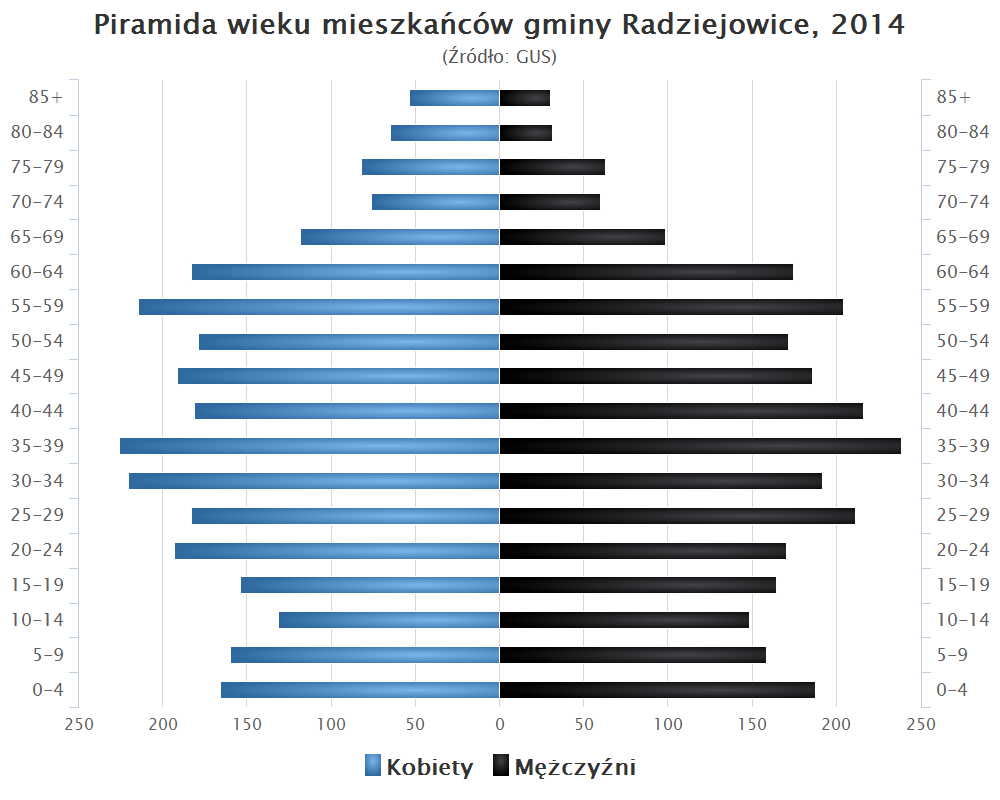
Piramida wieku mieszkańców gminy Radziejowice w 2014 roku

Dane z 31 grudnia 2021:
| Opis                              | Ogółem | Ogółem | Kobiety | Kobiety | Mężczyźni | Mężczyźni |
| --------------------------------- | ------ | ------ | ------- | ------- | --------- | --------- |
| jednostka                         | osób   | %      | osób    | %       | osób      | %         |
| populacja                         | 6273   | 100    | 3167    | 50,5    | 3106      | 49,5      |
| gęstość zaludnienia (mieszk./km²) | 85,9   | 85,9   | 43,4    | 43,4    | 42,5      | 42,5      |

## Sołectwa
Adamów-Wieś, Adamów-Parcel, Benenard, Budy Józefowskie, Budy Mszczonowskie, Chroboty, Kamionka, Korytów, Korytów A, Kuklówka Radziejowicka, Kuklówka Zarzeczna, Kuranów, Krze Duże, Krzyżówka, Nowe Budy, Pieńki-Towarzystwo, Podlasie, Radziejowice, Radziejowice-Parcel, Słabomierz, Stare Budy Radziejowskie, Tartak Brzózki, Zazdrość, Zboiska.

## Sąsiednie gminy
Grodzisk Mazowiecki, Jaktorów, Mszczonów, Puszcza Mariańska, Wiskitki, Żabia Wola, Żyrardów